# John Simon Guggenheim Memorial Foundation
La John Simon Guggenheim Memorial Foundation es una organización que otorga las becas Guggenheim a los profesionales que han demostrado una habilidad excepcional y que han publicado un importante volumen de trabajo en las áreas de ciencias naturales,  ciencias sociales, humanidades y artes creativas, a excepción de las artes escénicas. La organización fue fundada en 1925 por Olga y Simon Guggenheim a la memoria de su hijo, quien murió el 26 de abril de 1922. Algunas de las personas que han recibido esta beca han sido posteriormente ganadores del los premios Nobel y Pulitzer.
Las becas de la fundación se entregan a personas cualificadas brindándoles la mayor libertad creativa posible. Las becas no están disponibles para sustentar capacitación ni para trabajos de posgrado inmediato. La duración regular de las becas es de seis a doce meses, a veces un poco más.  La Fundación apoya exclusivamente a los individuos y no a instituciones u organizaciones. La Fundación elige a los becarios en competencias independientes, una para los Estados Unidos y Canadá, y otra para Latinoamérica y el Caribe.  Los aspirantes envían sus solicitudes a uno de los dos comités de selección, cada comité está formado por seis distinguidos académicos o artistas.
En 2004, la Fundación entregó 185 becas en los Estados Unidos y Canadá por un monto de 6 912 000 USD, en promedio cada beca era de  37 362 USD, fueron 3268 las solicitudes. Ese mismo año se entregaron 36 becas en Latinoamérica y el Caribe por un monto de 1 188 000 USD, en promedio cada beca era de 33 000 USD, fueron 819 solicitudes. 
De forma independiente, los museos de arte Guggenheim son financiados por la Fundación R. Guggenheim.